# Савенко Віра Йосипівна
Віра Йосипівна Савенко (уродж. Михайленко; 1929 рік, с. Володимирівка, Полтавський округ) — ланкова колгоспу імені 8 березня Карлівського району Полтавської області, Української РСР. Герой Соціалістичної Праці (1949).

## Біографія
Народилася в 1929 році в селянській родині в селі Володимирівка. Отримала початкову освіту. З 12-річного віку працювала в колгоспі імені 8 березня Карлівського району. Під час окупації працювала на громадському дворі. Після визволення Полтавської області в 1943 році від німецьких загарбників відбудовувала зруйноване колгоспне господарство. Була призначена ланковий комсомольсько-молодіжної ланки.
У 1948 році ланка під керівництвом Віри Михайленко зібрало в середньому по 32,8 центнерів пшениці з кожного гектара на ділянці площею 20 гектарів. У 1949 році удостоєна звання Героя Соціалістичної Праці «за одержання високих врожаїв пшениці, соняшника і волокна південної коноплі при виконанні обов'язкових поставок колгоспами і контрактації по всіх видах сільськогосподарської продукції, натуроплати за роботу МТС в 1948 році і забезпеченості насінням всіх культур для весняної сівби 1949 року».
Після укрупнення працювала різноробом у колгоспі імені Ватутіна Карлівського району в рідному селі. З 1968 року — токар-фрезерувальник інструментального цеху Полтавського тепловозоремонтного заводу імені Жданова.
Після виходу на пенсію проживає у Полтаві.

## Нагороди
- Герой Соціалістичної Праці — указом Президії Верховної Ради СРСР від 23 червня 1966 року
- Орден Леніна
- Орден Трудового Червоного Прапора